# Nol Maassen
Arnold (Nol) Maassen (Amsterdam, 18 augustus 1922 - Langon (Frankrijk), 3 juli 2009) was een Nederlandse ambtenaar en politicus voor de Partij van de Arbeid (PvdA). In de jaren 70 en 80 was hij voor deze sociaaldemocratische partij Staten- en Eerste Kamerlid.
Maassen volgde de mulo-a en werkte als ambtenaar bij de afdeling klachten van de PTT in Amsterdam. Voor zijn beroep behaalde hij diverse vakdiploma's. Ook bekwaamde hij zich in de Franse taal.
Van 7 juli 1974 tot september 1981 had hij zitting in de Provinciale Staten van Noord-Holland en vervolgens van 29 september 1981 tot 23 juni 1987 in de Eerste Kamer.
In de Kamer was hij woordvoerder voor ontwikkelingssamenwerking. Maassen liet zich kennen als een Kamerlid dat weleens andere standpunten in wilde nemen dan de rest van zijn fractie. Bijvoorbeeld in 1985, toen hij en Marian van der Meer de enige twee PvdA-Kamerleden waren die zich uitspraken voor het wetsvoorstel van de Invoering gelijke behandeling van mannen en vrouwen in de AOW. Onder meer ook bij de stemming over de Arbeidsvoorwaarden gepremieerde en gesubsidieerde sector in 1985, de Welzijnswet in 1986 en de Mediawet in 1987 stemde hij anders dan de meerderheid van zijn fractie die voorstemde. Maassen betoonde zich een pacifist als het om nucleaire wapens ging en week daarom ook op dat punt zo nu en dan van zijn fractie af; zo stemde hij enkele keren tegen de begroting van het ministerie van Defensie.
Nol Maassen overleed op 86-jarige leeftijd in de zomer van 2009 in Frankrijk.
- Biografisch Portaal: 02484965
- Parlement.com: vg09lln7j4zm